# 神話クエスト:レイヴンズ・バンケット
『神話クエスト：レイヴンズ・バンケット』（原題: Mythic Quest: Raven's Banquet）は、2020年から放送されているアメリカ合衆国のコメディドラマシリーズ。大規模オンラインゲームのクリエイターチームを描くシットコムで、ロブ・マケルヘニーが制作、主演を務める。2020年2月にApple TV+からシーズン1が世界同時に配信された。シーズン2の製作が決定している。

## あらすじ
史上最大級のマルチプレイオンラインゲーム『神話クエスト』の最新作「レイヴンズ・バンケット」のクリエイターチームが、最高のゲームを目指して悪戦苦闘する。

## キャスト
イアン・グリム
演 - ロブ・マケルヘニー、日本語吹替 - 阪口周平
クリエイティブ・ディレクター。
ポピー
演 - シャーロット・ニクダオ、日本語吹替 - 許綾香
リード・エンジニア。
デヴィッド
演 - デヴィッド・ホーンズビー、日本語吹替 - 中村章吾
エグゼクティブ・プロデューサー。
ブラッド
演 - ダニー・プディ、日本語吹替 - 川原元幸
マネタイズ部長。
C.W. ロングボトム
演 - F・マーリー・エイブラハム、日本語吹替 - 仲野裕
ヘッドライター。
ジョー
演 - ジェシー・エニス、日本語吹替 - 森川美咲
デヴィッドのアシスタント。
デイナ
演 - イマニ・ハキム、日本語吹替 - 黒木彩加
ゲームテスター。
レイチェル
演 - アシュリー・バーチ、日本語吹替 - 高宮彩織
ゲームテスター。
ウンチシューズ
演 - エリシャ・ヘニグ

## エピソード

### シーズン 1 (2020)
| 通算 話数 | タイトル                                                | 監督                                         | 脚本                                           | 公開日       |
| --------- | ------------------------------------------------------- | -------------------------------------------- | ---------------------------------------------- | ------------ |
| 1         | "試行錯誤" "Pilot"                                      | デヴィッド・ゴードン・グリーン               | チャーリー・デイ & Megan Ganz & Rob McElhenney | 2020年2月7日 |
| 2         | "カジノ" "The Casino"                                   | Todd Biermann デヴィッド・ゴードン・グリーン | David Hornsby                                  | 2020年2月7日 |
| 3         | "ディナーパーティー" "Dinner Party"                     | Todd Biermann                                | Megan Ganz                                     | 2020年2月7日 |
| 4         | "波乱のコンベンション" "The Convention"                 | デヴィッド・ゴードン・グリーン               | John Howell Harris                             | 2020年2月7日 |
| 5         | "ダーク・クワイエット・デス" "A Dark Quiet Death"       | Rob McElhenney                               | Katie McElhenney                               | 2020年2月7日 |
| 6         | "ノン・プレイヤー・キャラクター" "Non-Player Character" | LP                                           | David Hornsby                                  | 2020年2月7日 |
| 7         | "決闘" "Permadeath"                                     | Todd Biermann                                | Aparna Nancherla & Ashly Burch                 | 2020年2月7日 |
| 8         | "ブレンダン" "Brendan"                                  | Pete Chatmon                                 | Megan Ganz                                     | 2020年2月7日 |
| 9         | "血の海" "Blood Ocean"                                  | Catriona McKenzie                            | Megan Ganz & Rob McElhenney                    | 2020年2月7日 |

### スペシャル (2020)
| 通算 話数 | タイトル                                  | 監督           | 脚本                                        | 公開日        |
| --------- | ----------------------------------------- | -------------- | ------------------------------------------- | ------------- |
| 10        | "テレワーク中" "Mythic Quest: Quarantine" | Rob McElhenney | Rob McElhenney & Megan Ganz & David Hornsby | 2020年5月22日 |

## 製作
2018年8月9日、Appleがロブ・マケルヘニー、メーガン・ガンツ、チャーリー・デイが脚本を担当するコメディシリーズの制作を発表した。
2019年3月、シーズン1の撮影が終了したとニューヨーク・タイムズ紙が報じた。
2020年1月18日、Apple TV+はシーズン1の配信前に第2シーズンの制作が発表した。
番組の制作には、大手ゲーム制作会社であるユービーアイソフトが協力している。ユービーアイソフトは、ビデオゲームのキャラクターや世界観の構築に協力し、アートアセットを提供した。また、ゲーム業界の描写を正確にするためにゲーム開発の詳細について脚本家にアドバイスも行なった。

## 評価
本作は批評家から肯定的な評価を受けている。映画批評集積サイトのRotten Tomatoesには27件のレビューがあり、批評家支持率は88%、平均点は10点満点で7.13点となっている。また、Metacriticには12件のレビューがあり、加重平均値は73/100となっている。